# Sprossachse

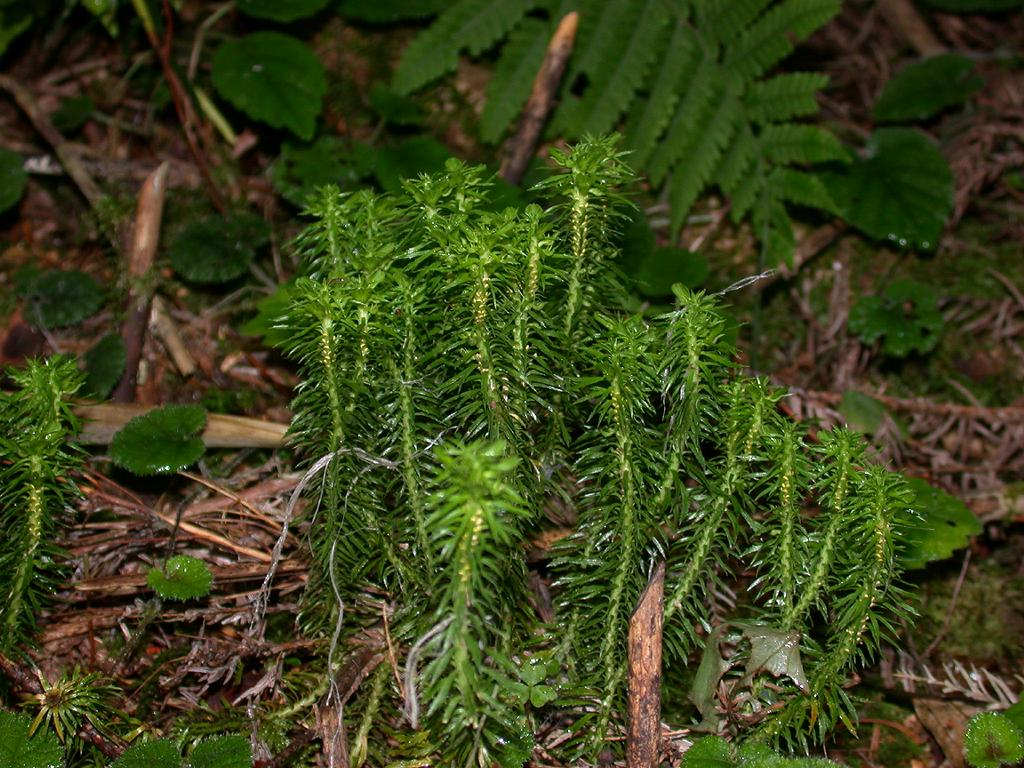
Bärlapp kann durch das Wachstum seiner Sprossachse nach und nach immer höher sitzende Blätter ausbilden und so dem Licht entgegenwachsen.

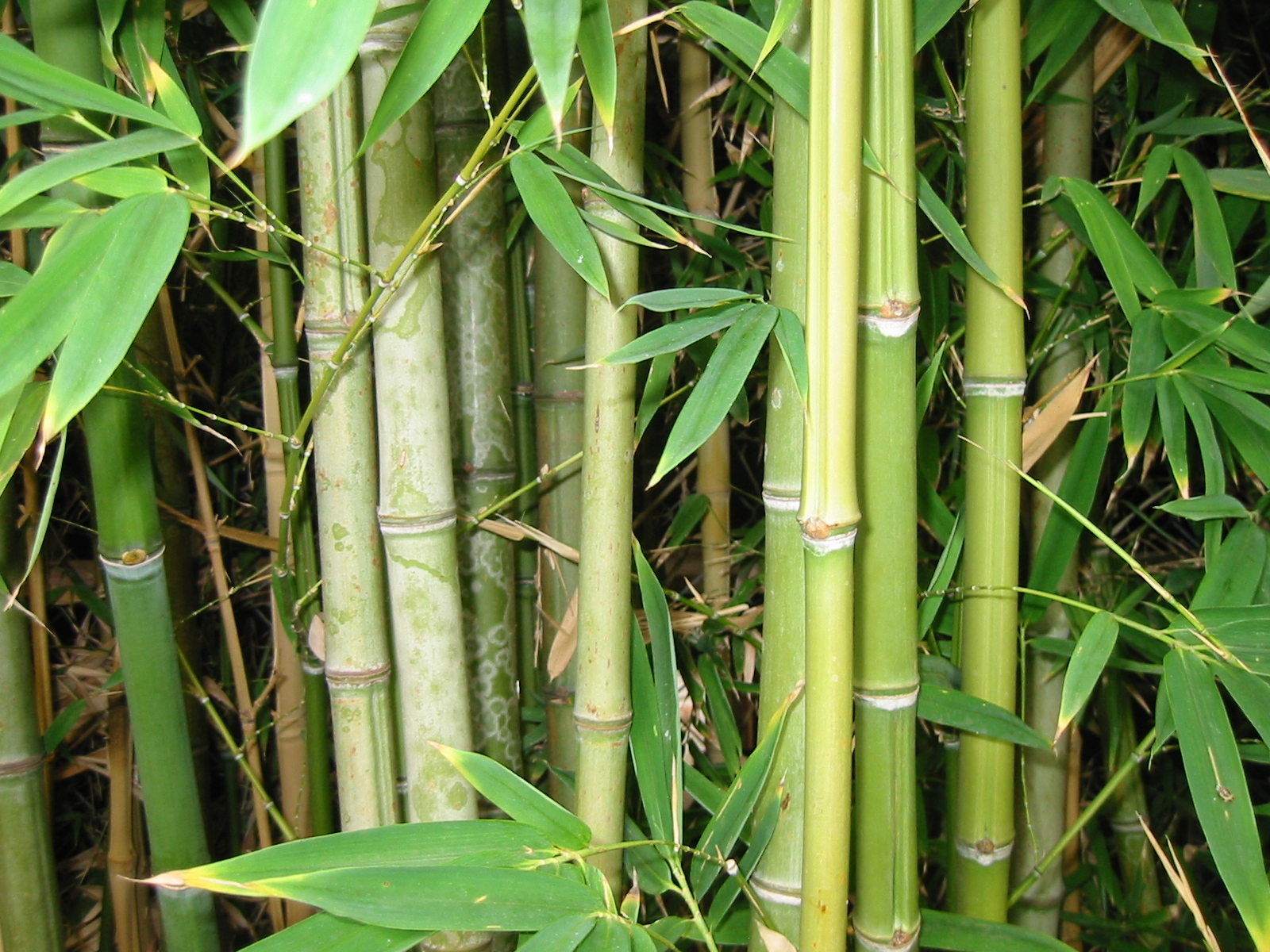
Sprossachsen von Bambus, die ihre unteren Blätter abgeworfen haben. Man sieht deutlich die Nodien, aus denen die Internodien in Etappen wachsen, die dann ihrerseits jeweils mit der Bildung eines höher sitzenden Nodiums enden.

Die Sprossachse bezeichnet in der Botanik eines der drei Grundorgane der Pflanzen mit Kormus (veraltet: Kormophyten). Sie verbindet die der Ernährung dienenden anderen beiden Grundorgane Wurzel und Blatt miteinander in beiden Richtungen. Die Sprossachse trägt das Blattwerk und bewegt es vor allem in Richtung der für die Fotosynthese erforderlichen Umweltbedingungen (siehe Pflanzenbewegung). Sie ist ein Organ, das sich im Zuge des Landgangs der Pflanzen entwickelt hat. Es dient der Stabilisierung, der Speicherung sowie als Transportorgan für Wasser, Nährstoffe und Assimilate. Je nach Ausprägung nennt man die Sprossachse auch Schaft, Halm, Stängel oder Stamm.

## Aufbau

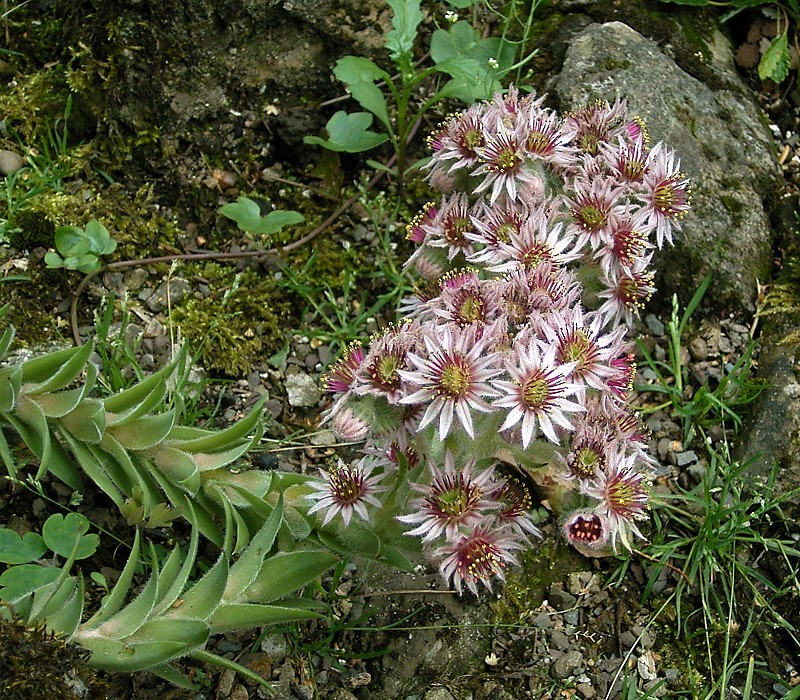
Die Internodien der Dachwurz (Sempervivum tectorum) beginnen sich erst bei der Blütenbildung zu einem Langtrieb zu strecken.

### Hypokotyl und Epikotyl
Zwischen dem Wurzelansatz und den Keimblättern liegt das Hypocotyl. Dieser Abschnitt des Sprosses wird als erstes bei der Keimung gebildet. Zwischen den Keimblättern und dem Ansatz des ersten Folgeblattes liegt das Epikotyl.

### Nodus und Internodium
Die Sprossachse ist an den Ansatzstellen der Blätter häufig etwas verdickt, deshalb nennt man diese Stelle Nodus (Knoten). Der Abschnitt zwischen zwei Nodi heißt dementsprechend Internodium. Diese Internodien sind bei der Keimpflanze zunächst noch gestaucht, wodurch die an den Nodien sitzenden Blätter dicht aufeinander sitzen. Die Streckung der Sprossachse erfolgt durch ein Streckungswachstum der Internodien (interkalares Wachstum).

### Kurztrieb/Langtrieb
Viele Pflanzenarten haben zwei unterschiedliche Typen von Trieben. Eine Sprossachse mit vollständig gestreckten Internodien wird Langtrieb genannt, wohingegen ein Spross, der gestaucht bleibt, Kurztrieb genannt wird. Die beiden Begriffe sind korrelativ, das heißt, diese Aussage kann nur dann getroffen werden, wenn die jeweilige Pflanze beide Typen besitzt.
Das interkalare Bildungsgewebe, das vor allem an den Basen der Internodien liegt, stellt bei einem Langtrieb die Tätigkeit ein.
Bei vielen Laubbäumen (z. B. alle Obstbäume) tragen die Kurztriebe die Blüten und damit die Früchte. Daher werden sie auch Fruchtholz genannt. Bei den Lärchen und den Kiefern sitzen die Nadelblätter ebenfalls auf Kurztrieben.
Bei einigen Pflanzen (z. B. Breitwegerich) bleibt das Streckungswachstum der Internodien ganz aus, während es bei anderen (z. B. Dachwurz) erst mit der Blütenbildung beginnt.

### Verzweigungen

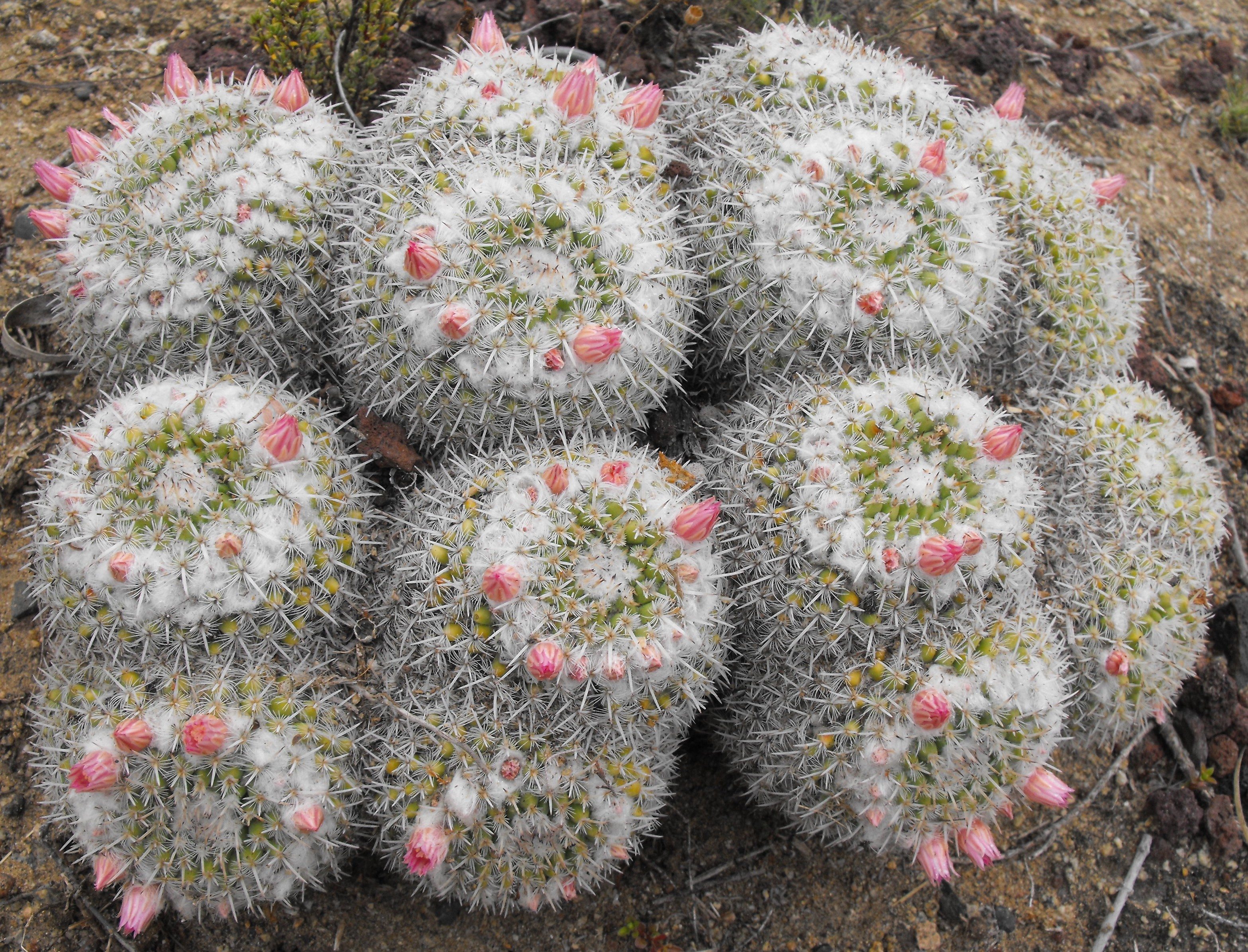
Mehrfach dichotom verzweigte Mammillaria parkinsonii

Bei einigen Sporenpflanzen, wie beispielsweise einigen Moosen und Farnen tritt noch die ursprüngliche dichotome Verzweigung auf, bei der sich die Scheitelzellen eines Sprosses in zwei Gabelsprosse teilen. Bei Samenpflanzen entstehen Verzweigungen der Sprossachse dagegen fast ausschließlich durch das Austreiben der Seitenknospen. Ausnahmen bilden nur wenige, meist stark sukkulente Pflanzen wie beispielsweise in der Gattung Mammillaria (Cactaceae). In aller Regel erfolgen die Verzweigungen der Achsen axillär durch embryonales Gewebe in den Blattachsen (Blattachselmeristeme zwischen Blatt und Achse). Die verschiedenen Verzweigungsmuster lassen sich dabei auf zwei Grundtypen, die monopodiale und die sympodiale Verzweigung zurückführen.

#### Monopodiale Verzweigung
Bei dem Monopodium handelt es sich um eine Verzweigung mit durchgehender Achse. Dabei wird jährlich durch dasselbe, akroton geförderte Spitzenmeristem der vorjährige Triebabschnitt fortgesetzt und Seitenknospen und Seitentriebe unterdrückt (z. B. bei Fichten).

#### Sympodiale Verzweigung
Ein Sympodium ist ein Verzweigungstyp, bei dem das weitere Wachstum der Sprosse nicht von der Hauptachse, sondern von subterminalen Seitenachsen fortgesetzt wird. Die endständige Knospe stirbt dabei ab und die Seitenknospen treiben aus. (z. B. bei Buchen und Linden).
Wenn das weitere Wachstum von zwei etwa gleich kräftigen Seitenachsen übernommen wird, spricht man von einem Dichasium (z. B. Flieder). Ein Monochasium liegt vor, wenn nur eine einzige Seitenachse das weitere Wachstum übernimmt (z. B. Linde). Diese richtet sich dabei fast immer in derselben Richtung aus wie die übergipfelte Hauptachse, erschöpft sich dann bald selbst und wird wiederum von einer weiteren Seitenachse übergipfelt. Ein solches Monochasium setzt sich also aus verschiedenen sukzessive miteinander verketteten Seitenachsen zusammen und ist auf den ersten Blick meist kaum von einem Spross mit durchlaufender Hauptachse unterscheidbar. Es entsteht dabei eine Scheinachse. Ein Monochasium ist an der Anordnung der Blätter zu erkennen. Da Seitenachsen immer aus der Achsel eines Blattes entspringen, stehen bei einem Monochasium die Blätter an der Scheinachse scheinbar den Blütenständen gegenüber (z. B. Weinrebe). Bei durchgehender Hauptachse wären dagegen die Blütenstände in den Achseln der Blätter zu finden.
Treiben vor allem die Knospen der oberen Sprossregion aus, ist dies ein akrotoner Wuchs, was zu einem baumförmigen Wuchs führt. Entstehen die Seitentriebe durch die Knospen der unteren Sprossregion, ist dies ein basitoner Wuchs und es ergibt sich ein buschförmiger Wuchs.

### Vegetationskegel

Längenwachstum und primäres Dickenwachstum im Vegetationskegel

Der Vegetationskegel (auch „Apex“) ist die Spitze des Sprosses, an dem sich das Längenwachstum vollzieht. Der Vegetationskegel ist in verschiedene Entwicklungszonen gegliedert:
Die Initialzellenzone/Bildungszone ist die äußerste Spitze des Kegels, an der neue Zellen entstehen. Diese Zone ist nur etwa 50 Mikrometer lang. Bei den Samenpflanzen ist dieses Gewebe das Apikalmeristem, während es bei Schachtelhalmen und Farnen eine dreischneidige Scheitelzelle ist. Bei einigen hoch entwickelten Gymnospermen und bei den Angiospermen ist das Apikalmeristem in zwei Bereiche untergliedert: Tunika und Corpus. Das Corpus ist ein zentraler Gewebekomplex, der von den Zellschichten der Tunika mantelartig umgeben wird.
Hinter der Initialzellenzone/Bildungszone liegt die 50 bis 80 µm lange Determinationszone. Hier wird über die Differenzierung jeder Zelle entschieden, jedoch folgt die endgültige Ausdifferenzierung in der folgenden Differenzierungszone/Streckungszone. In der Determinationszone liegt bereits eine Gliederung des Vegetationskegels in einen zentralen Gewebekomplex (Corpus) und eine diesen umhüllende Tunika vor. Zwischen Corpus und Tunika bleibt ein Restmeristem erhalten. In der Streckungszone findet neben Streckungswachstum auch das primäre Dickenwachstum statt.
Auf die Determinationszone folgt die Differenzierungszone, in der sich die Zellen vollkommen ausdifferenzieren. Die Vorstufen der Leitbündel werden hier von dem Restmeristem gebildet, das sich in dieser Zone zu einem Prokambium differenziert. Es bildet ein Protophloem nach außen und ein Protoxylem nach innen. Das Corpus differenziert sich zu parenchymatischem Mark und die Tunika zu Epidermis und Rinde. Die Tunika erzeugt auch die Blattanlagen.
Die Sprossachse trägt die Blätter und Blüten. Sie wächst dem Licht entgegen und kann, wie bei Sträuchern und Bäumen, hart und holzig werden. Im Innern der Sprossachse verlaufen Leitungsbahnen, die Leitbündel. Sie bestehen aus vielen sehr feinen Röhrchen und verbinden die Wurzel mit den oberirdischen Pflanzenteilen. Durch die Leitbündel werden Wasser, Zucker und Mineralstoffe von den Wurzeln in die Blätter und Blüten transportiert. Das Wasser hält die Pflanzen straff.

### Gewebe
Nach der Differenzierung der Zellen finden sich folgende Gewebetypen:

#### Abschlussgewebe
Die Epidermis ist nach der oberen oder unteren Kutikula die äußerste Schicht der primären Sprossachse. Sie kann wie beim Blatt Spaltöffnungen und eine Cuticula aufweisen. Die darunter liegende Schicht ist zunächst die primäre Rinde. Im Gegensatz zur Epidermis enthält sie meist Chloroplasten. Sofern ein sekundäres Dickenwachstum einsetzt, wird die primäre Rinde meist rasch durch ein sekundäres Abschlussgewebe, die Borke, ersetzt, weil die Rinde dem Dilatationswachstum nicht folgen kann. Die Borke enthält als Ersatz für die Spaltöffnungen meist charakteristische Lenticellen für den Gasaustausch. Die Borke wird von außerhalb des Kambiums liegenden und immer wieder neu angelegten Korkkambien ersetzt, wenn diese durch das Dickenwachstum zerreißen. Dabei entsteht eine für die einzelnen Arten charakteristische Borkenstruktur.

#### Festigungsgewebe
Dieses Gewebe besteht meistens aus langgestreckten Zellen mit verdickten Wänden. Man unterscheidet zwischen Sklerenchym und Kollenchym. Sklerenchym besteht aus toten Zellen und tritt meist als Schicht um ein Leitbündel auf. Sklerenchymzellen bilden verdickte Sekundärzellwände aus, diese sind oft durch Lignin verstärkt. Durch die Einlagerungen sterben die Zellen ab. Sie werden in zwei Gruppen eingeteilt:
- Isodiametrische Zellen (Steinzellen, z. B. in der Frucht der Birnen)
- Prosenchymatische Zellen (Sklerenchymfasern)

Kollenchym ist dagegen noch wachstums- und dehnungsfähiges, nicht verholztes Festigungsgewebe aus lebenden Zellen. Die lebenden Zellen des Kollenchyms sind meist reich an Chloroplasten, die Kanten beziehungsweise einzelnen Wände sind durch Cellulose- oder Pektinauflagerungen verstärkt.
Man unterscheidet drei verschiedene Arten von Kollenchym:
- Ecken-/Kantenkollenchym (Zellwandverdickungen in den Zellecken; an der Mittellamelle unverdickt)
- Plattenkollenchym (Verdickungen der tangentialen Zellwände)
- Lückenkollenchym

#### Grundgewebe
Die Grundgewebe bestehen vor allem aus Parenchym und dem Mark in der Mitte des Sprosses. Das Mark dient vor allem der Speicherung von Stoffen, kann jedoch bei einigen Pflanzen zerrissen sein, so dass eine Markhöhle entsteht.

#### Leitgewebe
Die zum Transport dienenden Gewebe sind zu Strängen, den Leitbündeln zusammengefasst. Leitbündel sind für den Ferntransport von Wasser, gelösten Stoffen, sowie organischen Substanzen (hauptsächlich Zucker) im Spross, im Blatt und in der Wurzel von höheren Pflanzen (Gefäßpflanzen) verantwortlich. Leitbündel bestehen aus dem Xylem, das heißt dem Holzteil mit Zellelementen für den Wassertransport (zum Beispiel Tracheen und Tracheiden) und dem Phloem, das heißt dem Bastteil, für den Transport der Assimilate mit Siebzellen, Siebröhren und Geleitzellen.
Es gibt verschiedene Leitbündeltypen: einfache Leitbündel bestehen nur aus einem Sieb- oder Holzteil. Zusammengesetzte Leitbündel haben Sieb- und Holzteil. Bei den konzentrischen Leitbündeln liegt der Siebteil um den Holzteil (oder umgekehrt). Der häufigste Typ ist das sogenannte kollaterale Leitbündel, bei dem der Siebteil außen und der Holzteil innen liegt. Bei offenen Leitbündeln (kommt bei dikotylen Pflanzen vor) tritt noch ein Kambium zwischen Xylem und Phloem hinzu. In Wurzeln sind die Leitbündel zu einem radiären Leitbündelsystem zusammengefasst, wo der Holzteil wie die Speichen eines Rades angeordnet ist – der Bastteil liegt zwischen den Speichen.

## Dickenwachstum

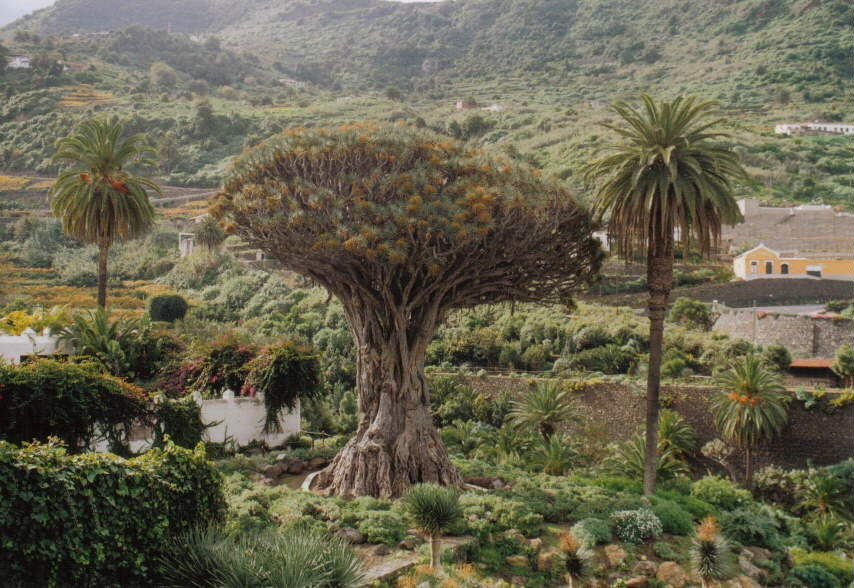
Drachenbäume sind eine Ausnahme für sekundäres Dickenwachstum bei Monocotylen.

Das horizontale Wachstum wird bei Pflanzen Dickenwachstum genannt. Es kann ein primäres und ein sekundäres Dickenwachstum unterschieden werden. Das primäre Dickenwachstum geht alleine auf das Wachstum der bereits im jungen Spross vom apikalen Meristem (Bildungsgewebe) gebildeten Zellen zurück, während beim sekundären Dickenwachstum vom Kambium, welches zwischen Phloem und Xylem liegt, nach beiden Seiten zusätzliche Zellen abgegliedert werden, die in die Breite wachsen. Auch das im Phloem entstehende Korkkambium trägt zum sekundären Dickenwachstum bei; besonders auffällig ist dies z. B. bei der Korkeiche.
Einkeimblättrige Pflanzen (Monokotyledonen) besitzen mit wenigen Ausnahmen (Drachenbäume, Yucca und Keulenlilien) kein sekundäres, sondern nur ein primäres Dickenwachstum. Deshalb zeigen Palmen nach oben keine Verjüngung.

## Metamorphosen der Sprossachse
Wie Blatt und Wurzel ist auch die Sprossachse vielfach durch Metamorphosen abgewandelt, um entweder ihre ursprüngliche Funktion an bestimmte Umweltbedingungen angepasst zu erfüllen oder überhaupt andere Funktionen zu übernehmen.

### Stolonen
Stolonen (Ausläufer, Kriechsprosse) dienen zur vegetativen Vermehrung. Sie sind oberirdisch oder unterirdisch kriechende, verlängerte Seitensprosse, die von der Stängelbasis, von der Blattrosette oder vom Wurzelhals ausgehen. Aus an Knoten gebildeten Achselknospen entstehen junge Pflänzchen, die zunächst noch von der Mutterpflanze versorgt werden, bis sie eigene Wurzeln und Blätter entwickelt haben. Anschließend sterben die Stolonen ab. Beispiele für Stolonen bildende Pflanzen sind Erdbeeren (Fragaria), Lilien wie Lilium lankongense und Hauswurzen wie Sempervivum tectorum. Es gibt fließende Übergänge zwischen Stolonen und Rhizome, wobei Stolonen mehr oberirdisch und Rhizome mehr unterirdisch vorkommen.

### Rhizome
Rhizome dienen zur vegetativen Vermehrung und zur Speicherung von Reservestoffen (z. B. Stärke und Inulin). Sie haben eine wurzelähnliche Gestalt, sind von echten Wurzeln aber durch die Anwesenheit von Nodien und (schuppig oder fadenartig) reduzierten Blättern unterscheidbar. Sterben bei krautigen Pflanzen die oberirdischen Sprossteile am Ende einer Vegetationsperiode ab, können sie sich zu Beginn der neuen Vegetationsperiode aus den Rhizomen regenerieren. Krautige Pflanzen mit Rhizomen sind also häufig Geophyten. Beispiele für Rhizome bildende Pflanzen sind Buschwindröschen (Anemone nemorosa), Maiglöckchen (Convallaria majalis), Ingwer (Zingiber officinale) und Gräser wie der Strandhafer (Ammophila).

### Sprossknollen
Sprossknollen dienen ebenfalls zur Speicherung von Reservestoffen und teils auch zur vegetativen Vermehrung. Sie können oberirdisch oder halb bis vollständig unterirdisch angelegt sein. Beispiele für Sprossknollen bildende Pflanzen sind:
- oberirdisch: Kohlrabi (Brassica oleracea var. gongylodes);
- halb unterirdisch: Knollensellerie (Apium graveolens var. rapaceum);
- unterirdisch: Kartoffel (Solanum tuberosum). Zu Beginn einer neuen Vegetationsperiode regeneriert sich die einzelne Kartoffelpflanze aus den als „Augen“ bezeichneten Seitenachsen der Knolle.

### Sprossrüben
Sprossrüben dienen ebenfalls zur Speicherung von Reservestoffen. Einige Rüben werden zwar ausschließlich aus der Wurzel, andere jedoch auch anteilig aus dem Hypokotyl als Teil der Sprossachse gebildet. Beispiele für Sprossrüben bildende Pflanzen sind Rettiche (Raphanus) und Rote Rübe (Beta vulgaris ssp. vulgaris var. conditiva).

### Wasserspeicher (Sukkulenz)

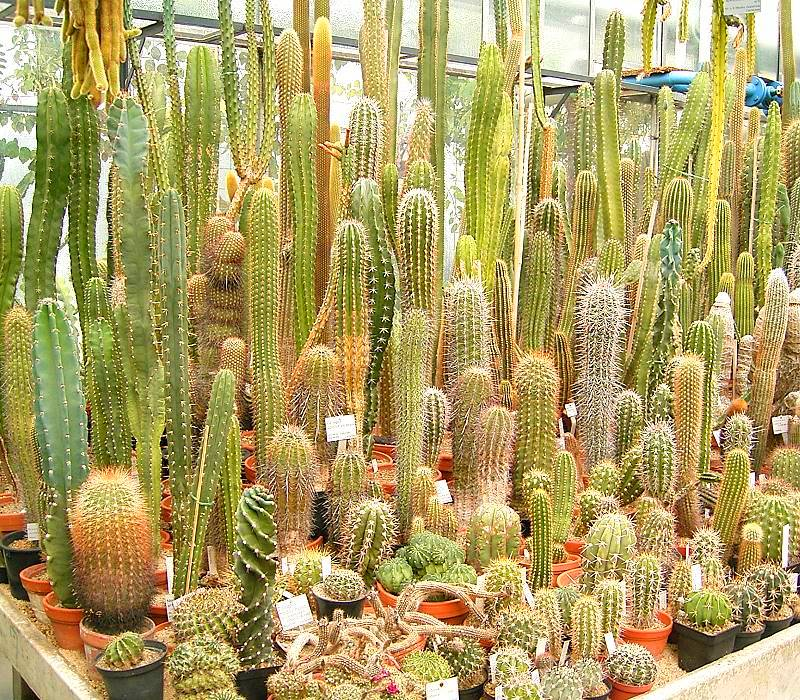
Stammsukkulente Kakteen

Stammsukkulenten Pflanzen dient der Spross als Wasserspeicher zur Überbrückung einer trockenen Vegetationsruhe. Durch die Anlage wasserspeichernden Gewebes bekommen die Pflanzen ein fleischiges Aussehen. Viele stammsukkulente Pflanzen nähern sich der Kugelgestalt, da dies ein größtmögliches Volumen bei kleinstmöglicher Oberfläche und somit den geringstmöglichen Wasserverlust durch Verdunstung bedeutet. Häufig sind die Blätter stark reduziert, zu Dornen umgestaltet oder fehlen ganz, so dass die Photosynthese in den Rindenzellen der Sprossachse stattfindet. Dies geschieht häufig nach dem CAM-Mechanismus. Beispiele für Pflanzen mit Stammsukkulenz sind Kakteen (Cactaceae), Didiereaceae, Fouquieriaceae und viele Wolfsmilch-Arten (Euphorbia).

### Blattersatz, Flachsprosse
Die in den Rindenzellen der Sprossachse stattfindende Photosynthese dient Pflanzen mit stark reduzierten oder fehlenden Blättern als Blattersatz. Dieses ist häufig bei sukkulenten Pflanzen der Fall, jedoch nicht zwangsläufig mit Sukkulenz verbunden. Neben grünen zylindrischen oder mehr oder weniger kantigen Sprossen werden auch grüne Flachsprosse ausgebildet. Platykladien, flächig verbreiterte Langtriebe (Hauptsprosse), ähneln normalen Sprossen und sind lediglich abgeflacht. Phyllokladien, flächig verbreiterte Kurztriebe (Nebensprosse), sehen gefiederten Blättern jedoch oft täuschend ähnlich. Beispiele für Platykladien bildende Pflanzen sind Homalocladium platycladium und viele Kakteen der Gattungen Disocactus, Schlumbergera und Opuntia. Beispiele für Phyllokladien bildende Pflanzen sind Spargel (Asparagus), Phyllocladus und Mäusedorn (Ruscus).

### Sprossranken
Sprossranken dienen einigen Kletterpflanzen zur Verankerung an Untergründen wie Felsen und Begleitvegetation. Die berührungsempfindlichen Ranken vollführen Suchbewegungen und winden sich dann ganz oder teilweise um den gefundenen Gegenstand (Pflanzenbewegung). Beispiele für Sprossranken bildende Pflanzen sind Passionsblumen (Passiflora) und Weinreben (Vitis).

### Klimmsprosse
Die Klimmsprosse der Spreizklimmer dienen ebenfalls zur Verankerung am Untergrund. Häufig sind die Sprosse an den Nodien so abgewinkelt, dass ein deutlich zickzackförmiger Wuchs entsteht, der ein Verhaken auf Felsen und Begleitvegetation ermöglicht. Häufig sind auch Dornen oder Stacheln ausgebildet, mit denen sich die Sprosse verhaken und fixieren können. Beispiele für Klimmsprosse bildende Pflanzen sind Brombeeren (Rubus fruticosus agg.), Rosen (Rosa), Winter-Jasmin (Jasminum nudiflorum) und Gewürzvanille (Vanilla planifolia).

### Sprossdornen
Sprossdornen dienen zur Abwehr von Pflanzenfressern sowie bei spreizklimmenden Kletterpflanzen zur Verbesserung der Kletterstrategie durch Festhaken. Die Dornen werden aus den spitz zulaufenden, verholzten Enden der Seitensprossen gebildet. Beispiele für Sprossdornen bildende Pflanzen sind Schlehe (Prunus spinosa), Weißdorn (Crataegus) und Bougainvillea.

### Sprossbürtige Haustorien
Haustorien dienen parasitischen Pflanzen zum Entzug von Nährstoffen und Wasser aus ihren Wirten. Bei den meisten Parasiten stellen die Haustorien umgewandelte Wurzeln, bei einigen jedoch umgewandelte Sprosse dar. Beispiele für Pflanzen, die sprossbürtige Haustorien bilden, sind die Arten der Seide (Cuscuta).

### Beisprosse
Die Seitensprosse, die sich ein gemeinsames Tragblatt teilen, werden Beisprosse oder akzessorische Sprosse genannt. Sie entstehen durch Fraktionierung des Achselmeristems und können je nach Anordnung in seriale Beisprosse (übereinander angeordnet) und kollaterale Beisprosse (nebeneinander angeordnet) untergliedert werden.

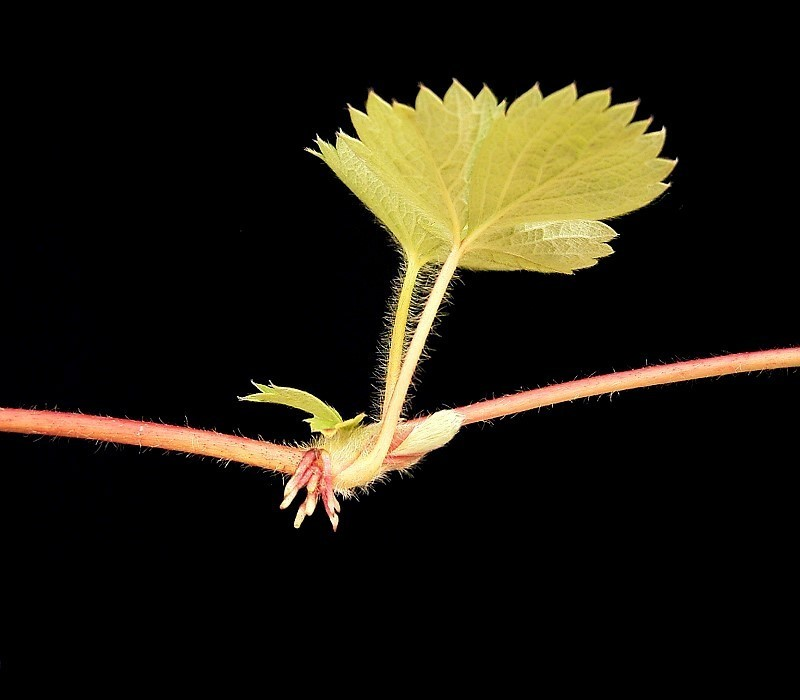
Wurzelnder Stolon der Zier-Erdbeere
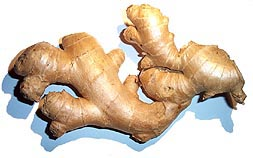
Rhizom des Ingwer (Zingiber officinale)
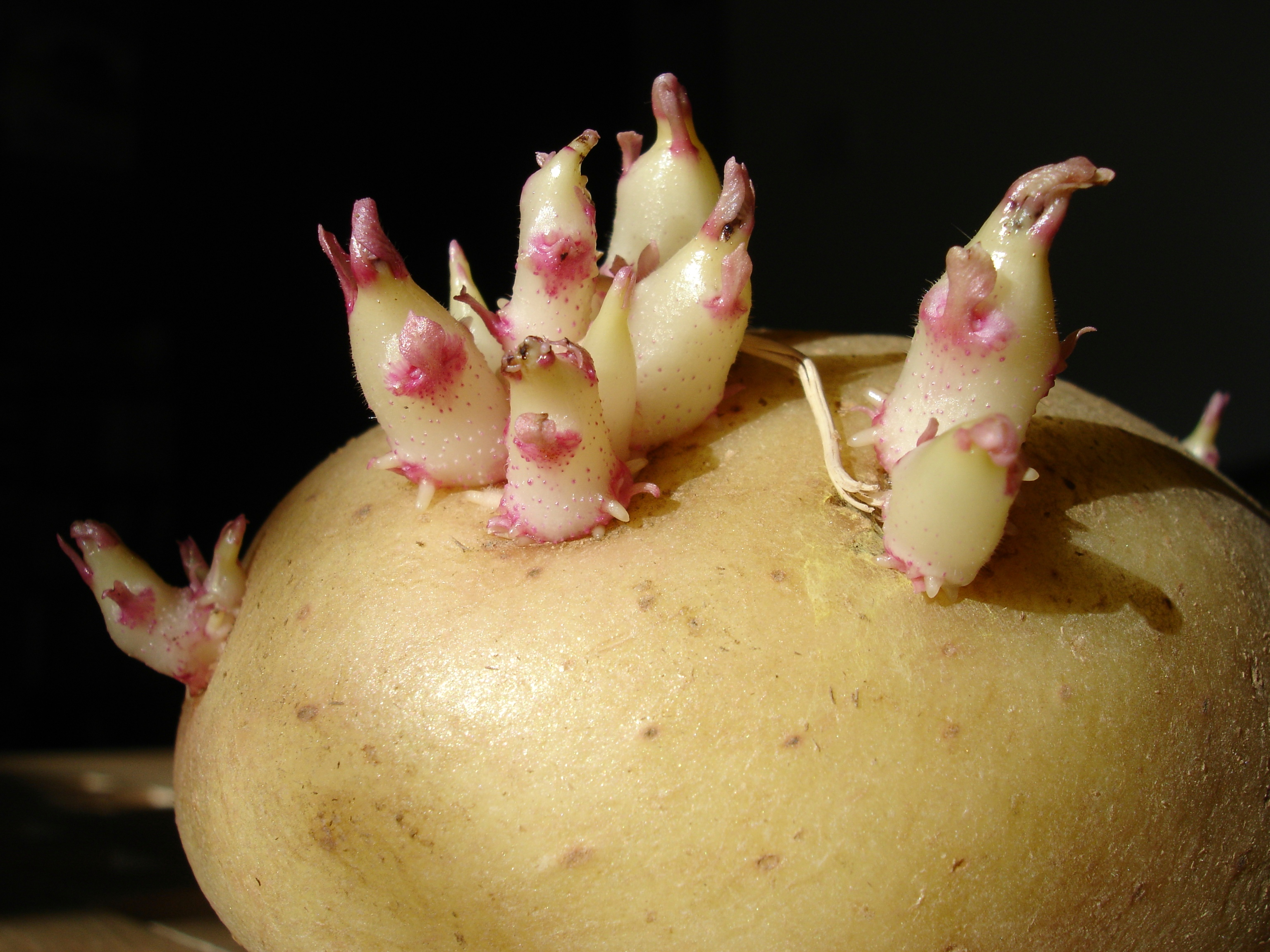
Austreibende Kartoffelknolle
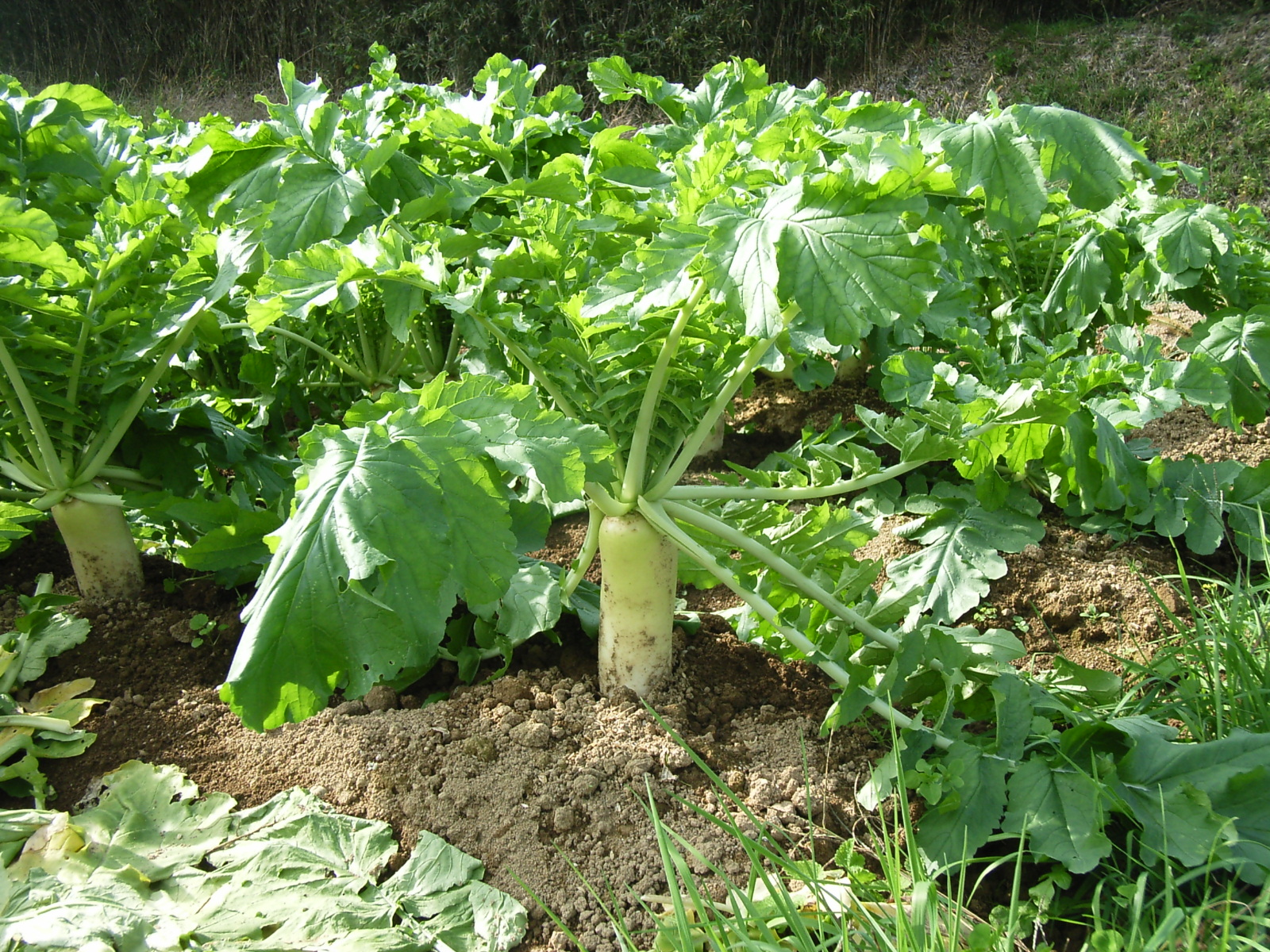
Sprossrübe des Garten-Rettichs (Raphanus sativus)
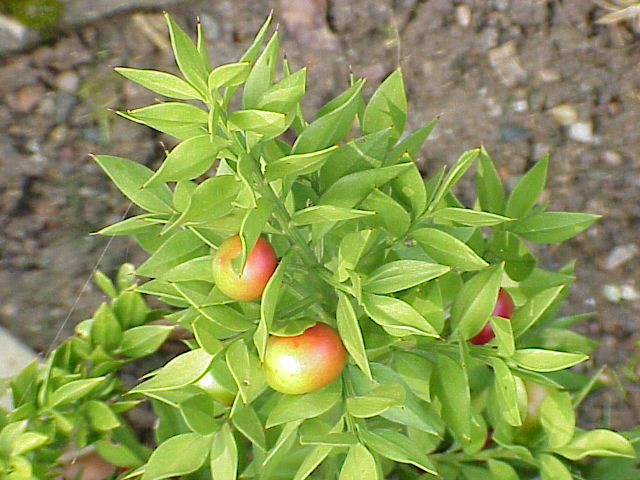
Phyllokladien des Stechenden Mäusedorns (Ruscus aculeatus)
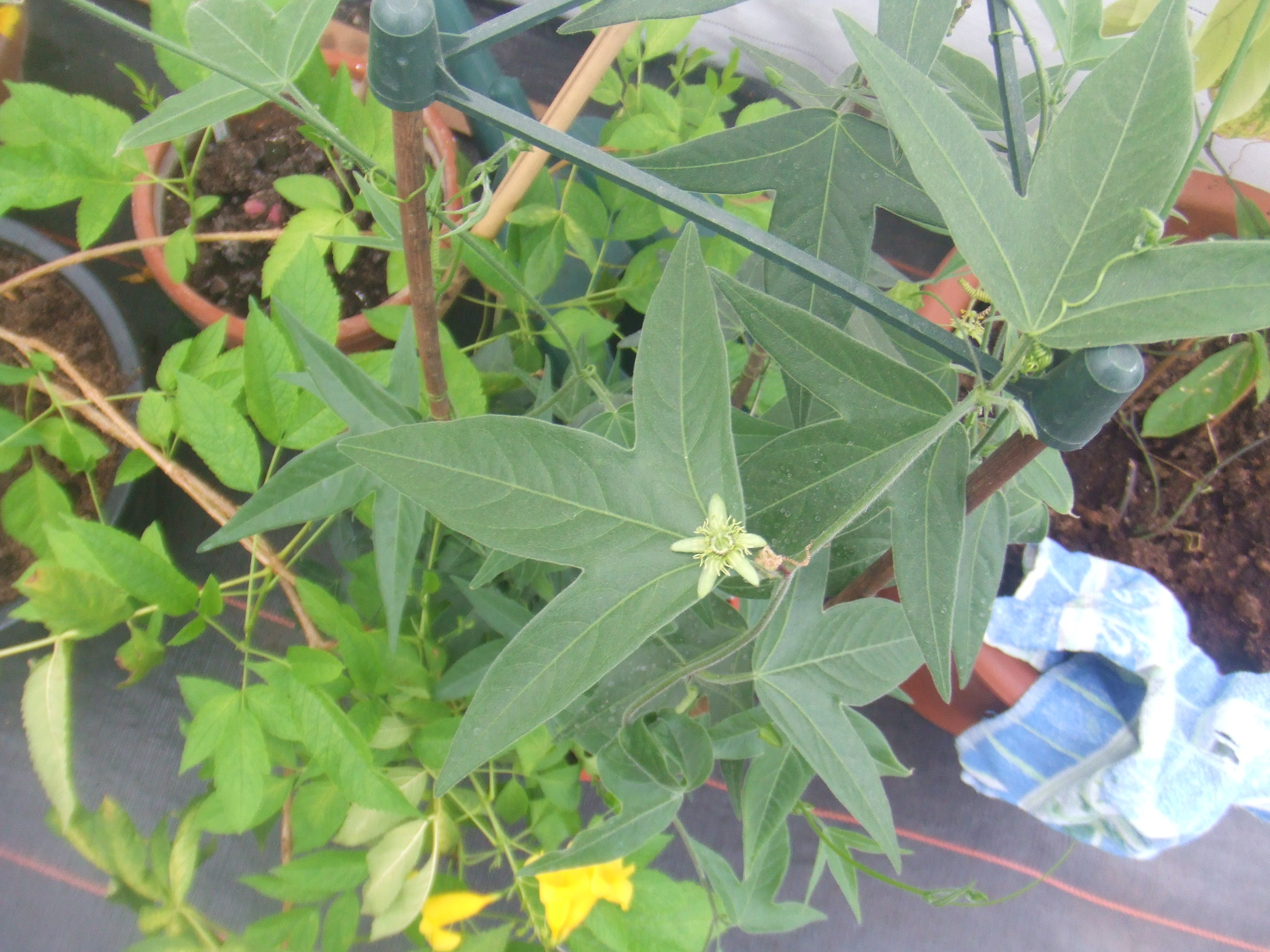
Sprossranken der Passiflora suberosa
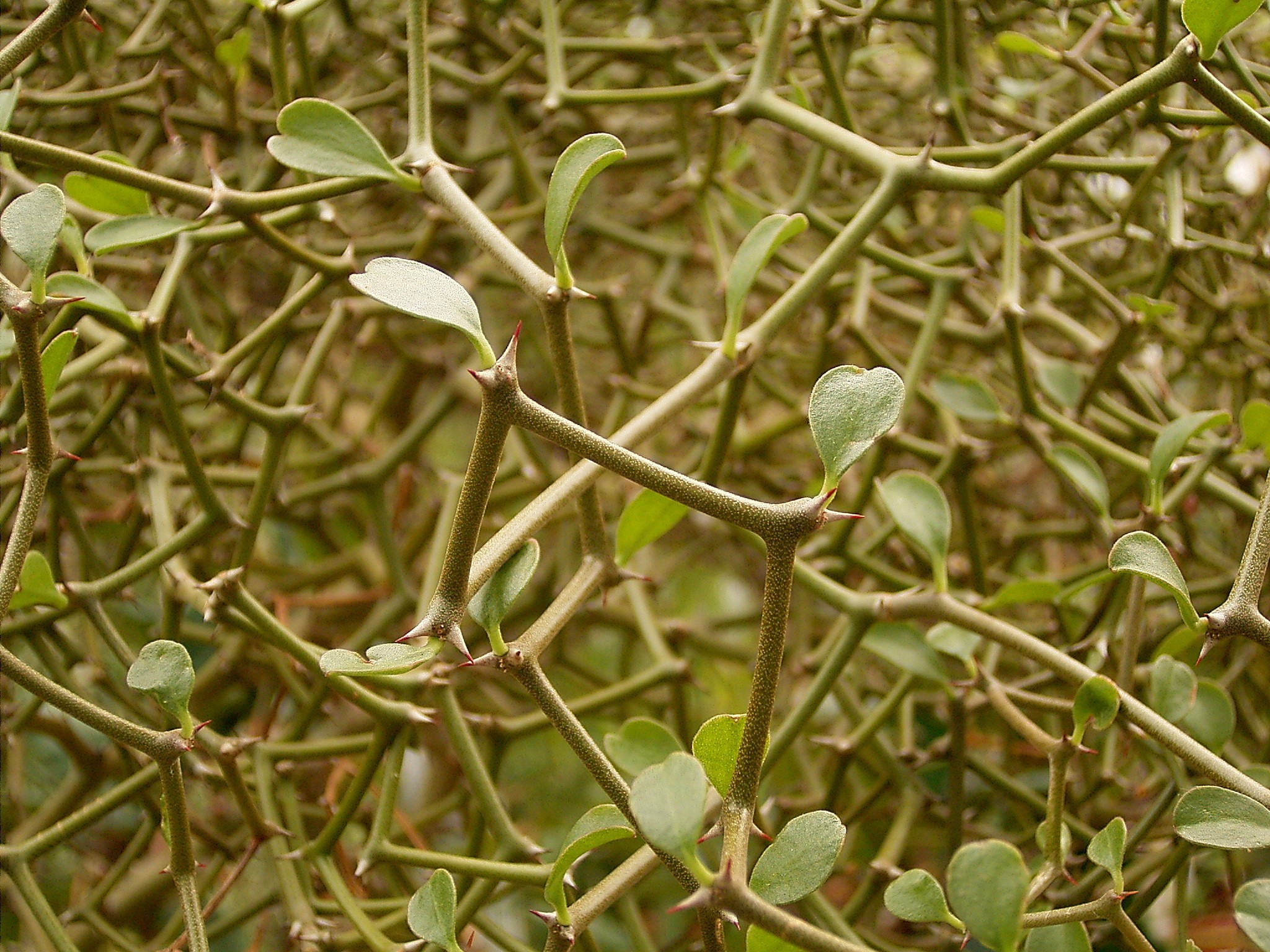
Dornige, zickzackförmige Klimmsprosse der Decaria madagascariensis
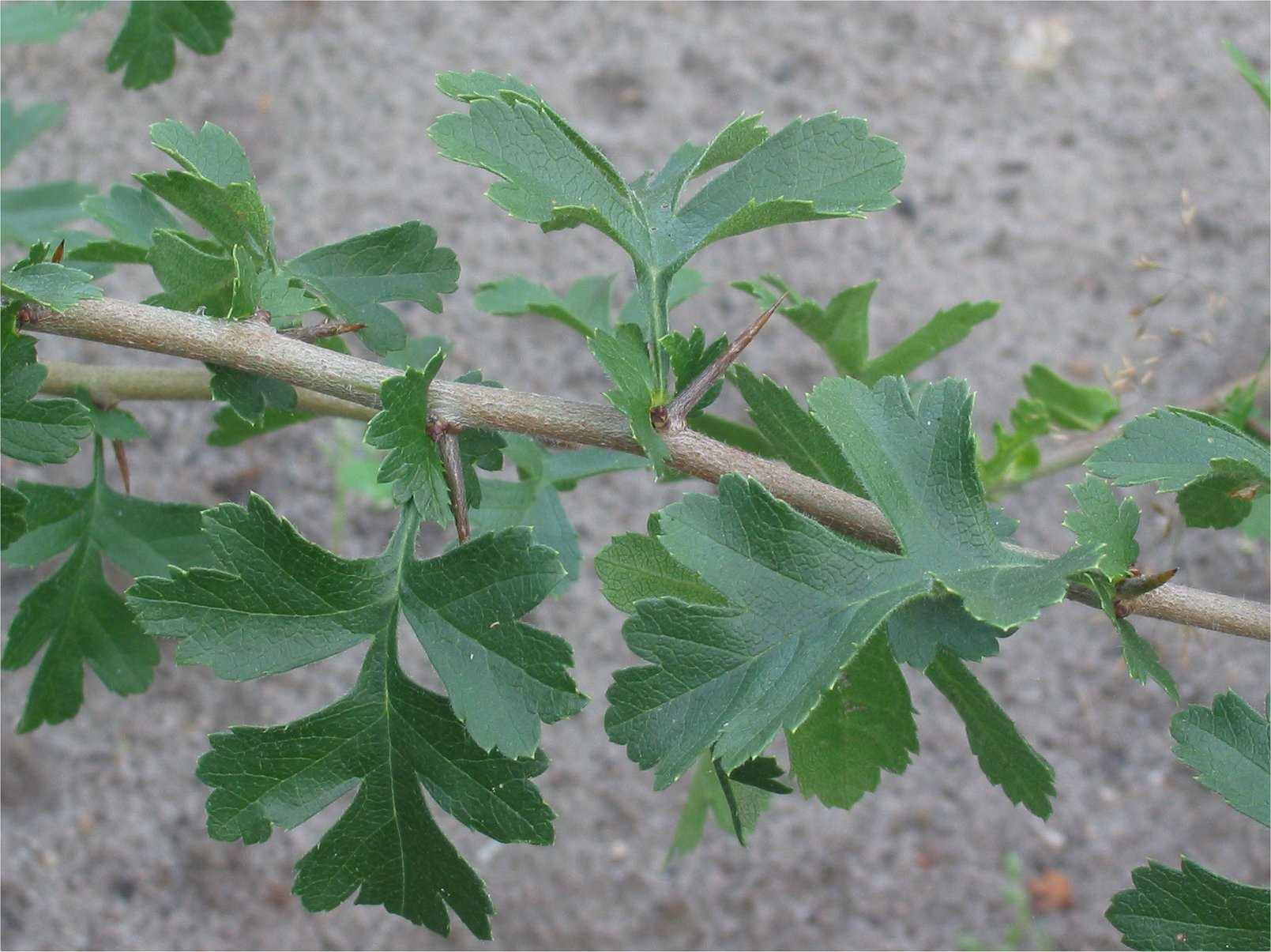
Sprossdornen des Eingriffeligen Weißdorns (Crataegus monogyna)
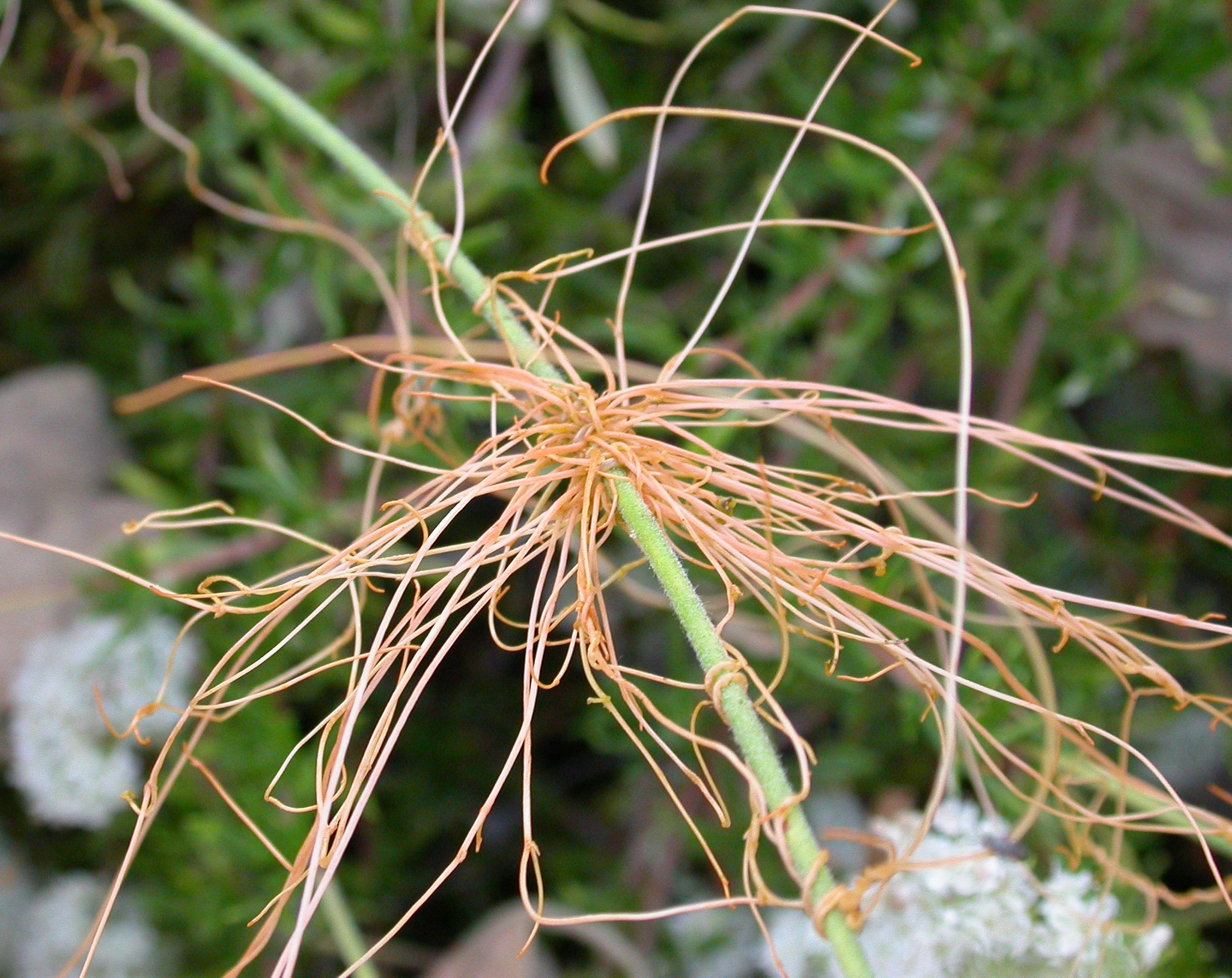
Cuscuta pentagona mit sprossbürtigen Haustorien
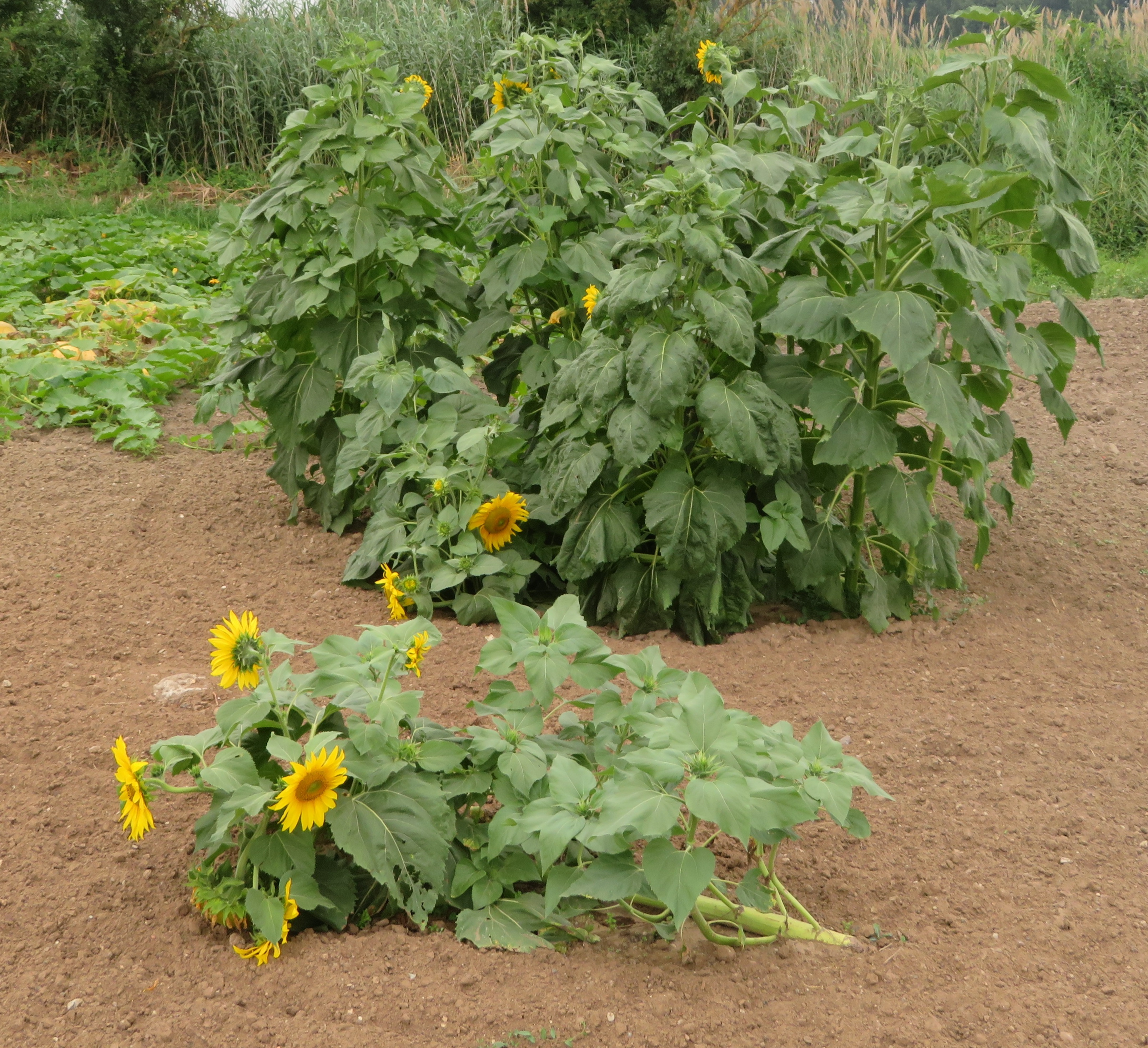
Sonnenblume mit umgekippter Sprossachse, deren Seitensprosse sich durch Phototropismus aufgerichtet haben